# Schale (Westfalen)
Schale ist ein Ortsteil der Gemeinde Hopsten an der nördlichsten Spitze der westfälischen Region Tecklenburger Land (Kreis Steinfurt). Durch seine ausgedehnte Grenzlage zu Niedersachsen wird es als Tor zu Westfalen bezeichnet.

## Geographie
Schale liegt in der Nordspitze des Tecklenburger Landes. Im Süden grenzt Hopsten an, im Osten Halverde. Auf niedersächsischer Seite grenzen im Emsland die Gemeinden Schapen und Freren und im Osnabrücker Land die Gemeinde Fürstenau an Schale. Die Wiechholzer Aa und die Schaler Aa durchfließen den Ort und verbinden sich in ihm.

### Naturschutzgebiete
Rund 20 Prozent der Fläche des Ortes stehen unter Naturschutz. Wichtige Naturschutzgebiete sind:
- Das Finkenfeld, ein Feuchtwiesengebiet.
- Das Koffituten, ein intaktes Hochmoor.
- Das Waldgebiet Wiechholz, sehr alter naturbelassener Baumbestand.

## Geschichte

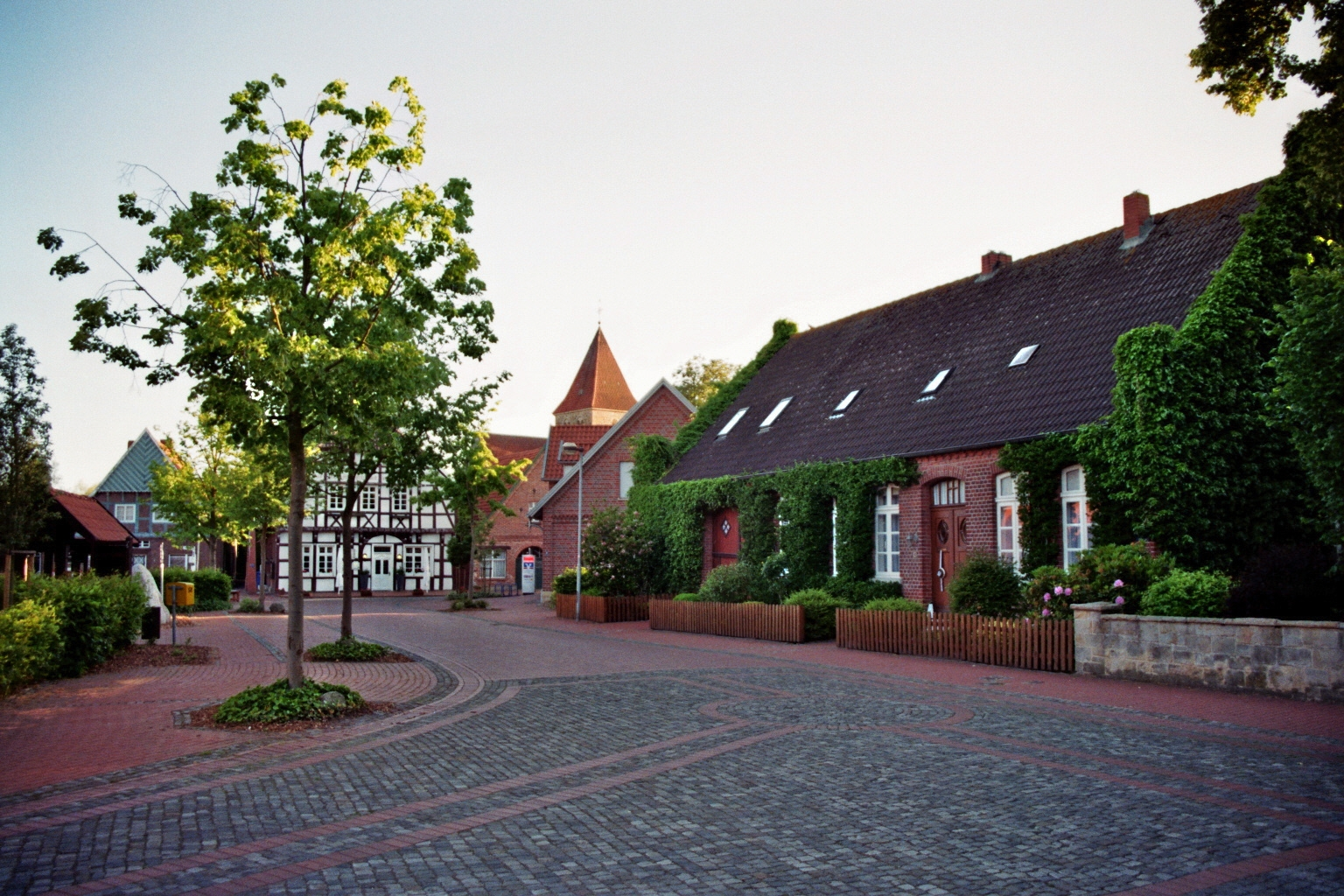
Der Dorfkern von Schale mit Blick auf die Kirche

### Vorzeit bis 1200
Schale (alt: Scaldi) war schon in vorgeschichtlicher Zeit besiedelt, wie mehrere Hügelgräber und Urnenfunde belegen. Im 9. Jahrhundert ist erstmals die Sprache von einer Schenkung abteifreier Höfe in Schale durch Priester Castus an die Abtei Werden. Das Abgabenverzeichnis des Werdener Klosters benennt im Jahr 890 fünf Namen von Personen, die Abgaben leisten mussten. Laut einem weiteren Nachweis aus dem Jahr 1150 erhielt der Werdener Oberhof in Schapen ebenfalls Abgaben.

### 1200 bis 1500
Ab 1226 sind die Ritter von Schale als Dienstbevollmächtigte der Tecklenburger Grafen nachweisbar. Diese lebten in der Zeit vom 13. und 14. Jahrhundert in Schale. Im Jahr 1250 schenken Johannes und Lambertus Zeymones und deren Vetter Heinrich Zeymones dem Bischof von Osnabrück ihre Höfe und wandern als Händler nach Riga aus. Am 21. Oktober 1278 gründet der Osnabrücker Bischof Konrad II. von Rietberg das Kloster Schale, das mit dem Hof (Große) Dresselhaus und dem Emskamp Kotten ausgestattet wird. Die nach Riga ausgewanderte Lehnsnehmer Familie Seyme (Zeymones), verzichteten im gleichen Jahr zu Gunsten des Klosters auf ihren Besitz. Damit übertrug Bischof Konrad II. den Besitz an Nonnen des nahegelegenen Stift Börstel.

### 1500 bis 1700
Im Jahr 1533 lehnt der Osnabrücker Bischof Franz von Waldeck den Kauf des Klosters Schale ab. Bereits 1534 kaufte mit seinem Amtsantritt der Tecklenburger Graf Konrad das Kloster mit allen Ländereien. Dieses führte daraufhin zu erheblichen Spannungen zwischen dem Tecklenburger Grafen und den Osnabrücker Bischöfen. Schon 1535 wandelte Graf Konrad das Kloster in ein evangelisches Kirchspiel um. Nach dem Schmalkaldischen Krieg verliert die Grafschaft Tecklenburg zahlreiche Gebiete an Osnabrück und Münster. Schale verbleibt hingegen als eine Exklave bei der Grafschaft. Zu Beginn des Dreißigjährigen Krieges fiel das Kloster wahrscheinlich einem Brand zum Opfer.

### 1700 bis 1900

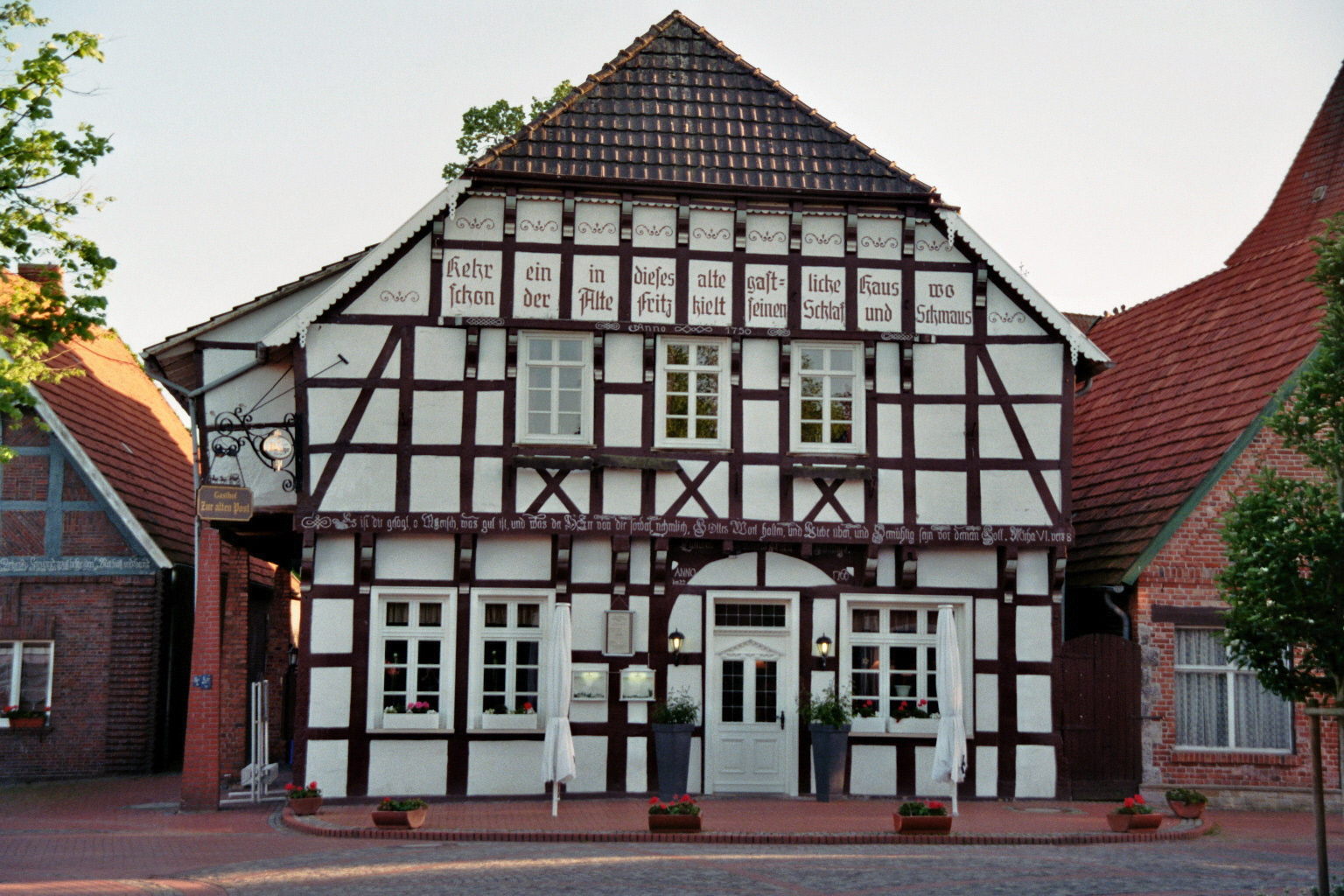
An die Übernachtung des alten Fritz im Gasthof Zur alten Post erinnert ein Spruch im Giebel

Mit dem Verkauf der Grafschaft Tecklenburg 1707 wird Schale ein Teil von Preußen. Das Gasthaus Zur Alten Post wird im Jahr 1719 gebaut. Hier sollen bereits Friedrich der Große und Napoléon Bonaparte übernachtet haben. Die Giebelinschrift der Gaststätte weist auf die Übernachtung des alten Fritz hin. 1811 wird Schale selbständige Gemeinde und gehört nach der napoleonischen Herrschaft zu dem 1816 gegründeten Kreis Tecklenburg. Zur Bürgermeisterei Schale und ab 1851 zum Amt Schale gehörte fortan die Gemeinde Halverde. Am 1. September 1874 eröffnet das erste Postamt in Schale und ab 1883 übernimmt das Amt Schale die Verwaltung der Gemeinde Hopsten.

### 1900 bis heute
Bereits im Jahr 1917 erfolgt eine Verlegung der gemeinsamen Verwaltung nach Hopsten. Am 29. Mai 1967 stürzte am Wiesengrund ein Starfighter F-104 des Fliegerhorstes Hopsten ab, bei dem sich beide Piloten mit dem Fallschirm retten konnten. Im Rahmen der kommunalen Neugliederung wurde zum 1. Januar 1975 die Gemeinde Schale mit den beiden anderen Gemeinden (Halverde und Hopsten) des gleichzeitig aufgelösten Amtes Hopsten zur neuen Gemeinde Hopsten zusammengelegt. Am heutigen Wettbewerb Unser Dorf hat Zukunft hat Schale bereits mehrfach erfolgreich teilgenommen und wurde 2005 auf Kreisebene zum Golddorf gekürt. Den größten Erfolg erzielte Schale im Jahr 2006 auf Landesebene mit dem Gewinn der Silbermedaille.

## Sehenswürdigkeiten
| - Sehenswürdigkeiten in Schale - Ehemaliges Zisterzienserinnenkloster Kloster Schale - Beliebter Treffpunkt in der Mitte des Dorfes - Kulturbaum (nur zur Hälfte ein klassischer Zunftbaum) im Ortskern - Haus an der Poststraße im Ortskern - Das Dorfgemeinschaftshaus Evers'sche Mühle - Namensstein in der Außenwand des Dorfgemeinschaftshauses Evers'sche Mühle - Friedenseiche - Kulturhaus |

## Politik

### Wappen
Der damaligen Gemeinde Schale (Westfalen) ist mit Urkunde der Bezirksregierung Münster vom 4. Dezember 1969 die Genehmigung erteilt worden, das nachstehend beschriebene Wappen zu führen.
Blasonierung: „In Rot eine silberne rechtsschräge Leiter, begleitet oben von einem silbernen Seerosenblatt.“
Die Leiter ist ein Hinweis auf das Kloster Schale, dessen Name ad Scalam dei der Ursprung des Ortsnamens ist. Übersetzt bedeutet dies „zur Himmelsleiter“ oder „zur Leiter Gottes“. Das Seerosenblatt weist auf die historische Verbindung zur Grafschaft Tecklenburg hin, sie stammen aus dem Tecklenburger Grafschaftswappen

Wappen der damaligen Gemeinde Schale
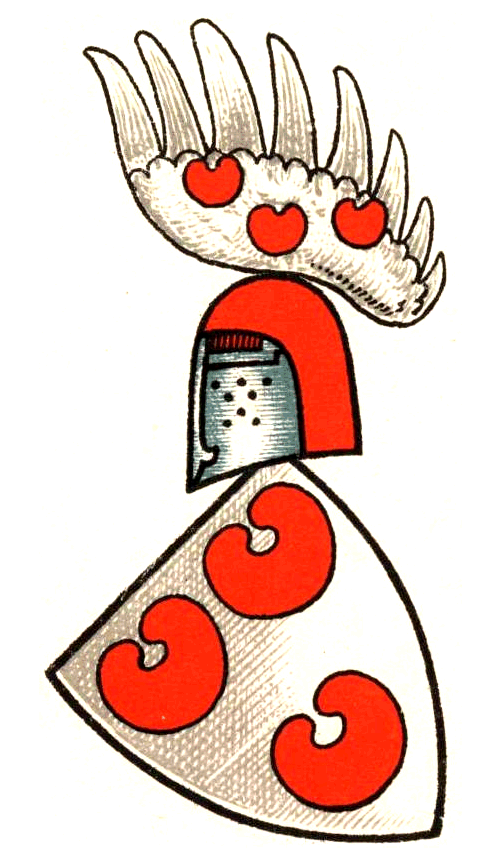
Tecklenburger Grafschaftswappen

### Bürgermeister der ehemaligen Gemeinde Schale
- 1968–1975 Wilhelm Lömker (CDU)
- 1958–1968 Wilhelm Lageschulte (CDU)[5]

## Infrastruktur
Schale ist fast ausschließlich landwirtschaftlich geprägt.

### Arbeitsplätze
- Handel und Dienstleistungen: 60
- Handwerk und Gewerbe: 115
- Land- und Forstwirtschaft: 102

### Schulen
Im Ort befindet sich eine evangelische Grundschule, als Teilstandort der Franziskus-Grundschule aus Hopsten. Die weiterführenden Schulen sind in Hopsten (Haupt- oder Realschule und Gymnasiale Oberstufe) und in Recke (Haupt-, Realschule und Gymnasium), sowie Fürstenau (Gesamtschule) zu denen es einen Busverkehr gibt.

### Feuerwehr
Die Freiwillige Feuerwehr Schale wurde 1926 gegründet, vorher gab es eine Pflichtfeuerwehr. Die Ausrüstung bestand aus einer Druckspritze aus Kupfer, welche nicht selbsttätig Saugen konnte, sondern mit Eimern befüllt werden musste. Diese wurde schon nach kurzer Zeit durch eine Saug- und Druckspritze ersetzt. 1944 wurde die erste Motorspritze angeschafft, 1959 das erste Feuerwehrfahrzeug. Heute befindet sich ein modernes Feuerwehrhaus an der Hümmlinger Straße.

## Besonderheiten

Der Gedenkstein auf der Messlage

In der Gaststätte „Zur alten Post“ in Schale sollen schon Friedrich der Große und Napoléon Bonaparte genächtigt haben. Napoleons Pferd soll unter einem einsamen Baum am Napoleonsdamm begraben liegen. Die Übernachtung „des alten Fritz“ verdeutlicht noch ein Spruch, der in dem Gasthof im Giebel eingeschrieben ist.
Schale ist neben dem anderen Hopstener Ortsteil Halverde einer der wenigen Orte in Deutschland, in denen zwei unterschiedliche Volksbanken (VR-Bank Kreis Steinfurt und Volksbank Süd-Emsland) eine Filiale haben. Grund dafür war der angekündigte Abzug der ehemaligen Volksbank Tecklenburger Land aus Schale. Die damalige Volksbank Spelle-Freren eG (nach Fusion die heutige Volksbank Süd-Emsland eG) hatte sich auf Nachfrage Schaler Bürger bereit erklärt, eine Filiale außerhalb Niedersachsens zu eröffnen. Daraufhin hatte die damalige Volksbank Tecklenburger Land darauf verzichtet, die Schaler Filiale aufzugeben. Da die Mietverträge allerdings schon gekündigt waren und die Volksbank Spelle-Freren diese übernommen hatte, musste die Volksbank Tecklenburger Land notgedrungen ein neues Gebäude errichten.

## Messlage
Die Messlage kennzeichnet das Dreiländereck Tecklenburg. Hier treffen sich Tecklenburg, Lingen und Osnabrück. Diese Stelle erinnert an eine Notkapelle, in der im 18. Jahrhundert Notgottesdienste stattfanden.